# Parco archeologico del Castellammare
Il parco archeologico del Castellammare è un sito verde del quartiere la Loggia, situato a nord del porto di Palermo.
L'area si estende all'interno ed attorno al Castello a Mare, quasi completamente distrutto dopo l'unificazione italiana e include una necropoli islamica che è stata risistemata e posta in sicurezza.

## Storia
Inaugurato nel 2009, i lavori per la creazione del parco sono iniziati nel 2006 per riportare alla luce i resti di un insediamento arabo e riqualificare i resti del Castello a Mare.
La realizzazione del parco ha previsto lo svuotamento del fossato delle fortificazioni, che è diventato una cavea naturale, atta ad ospitare eventi culturali.

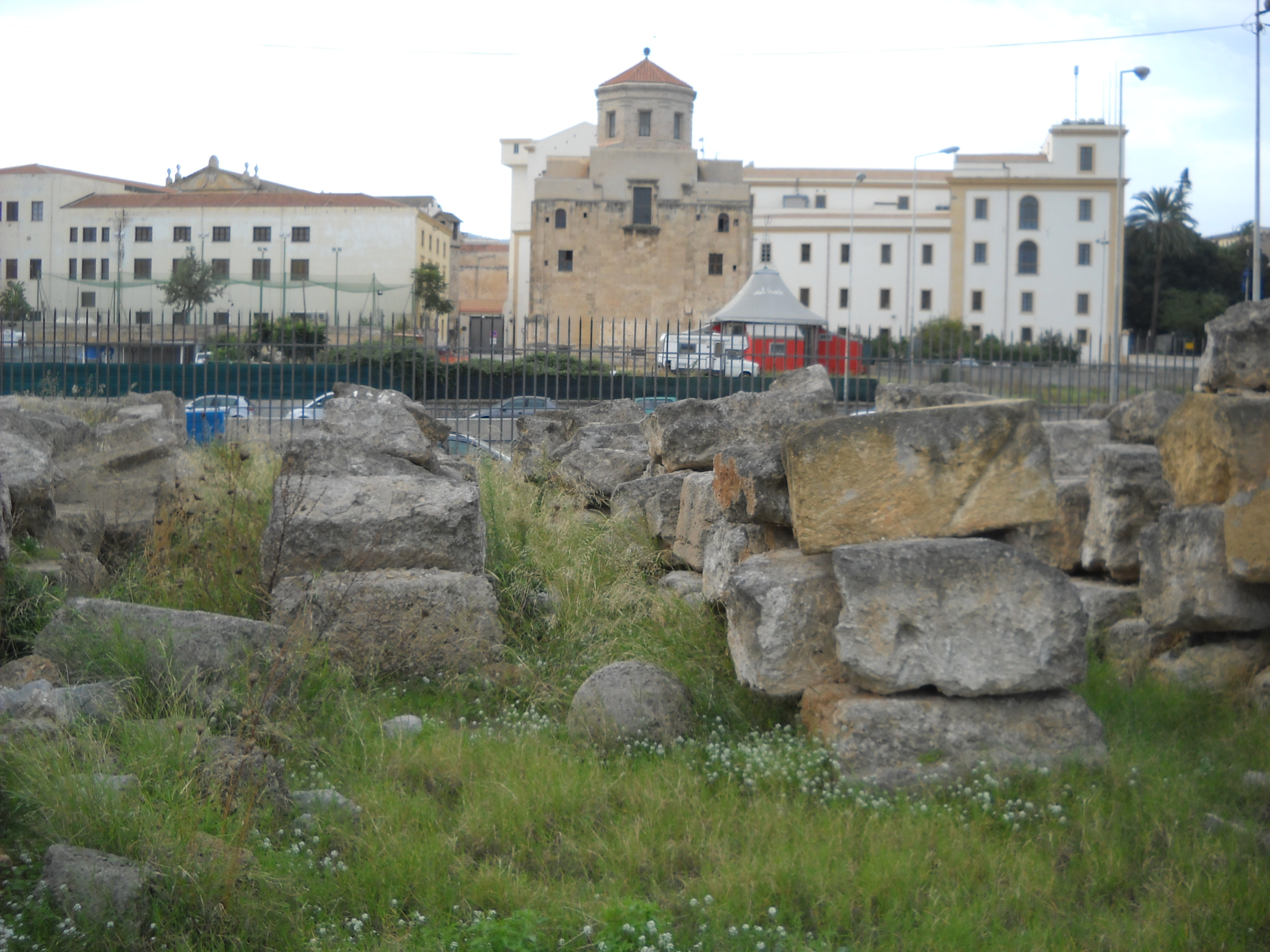
Parco archeologico del Castellammare sullo sfondo la chiesa di San Giorgio dei Genovesi
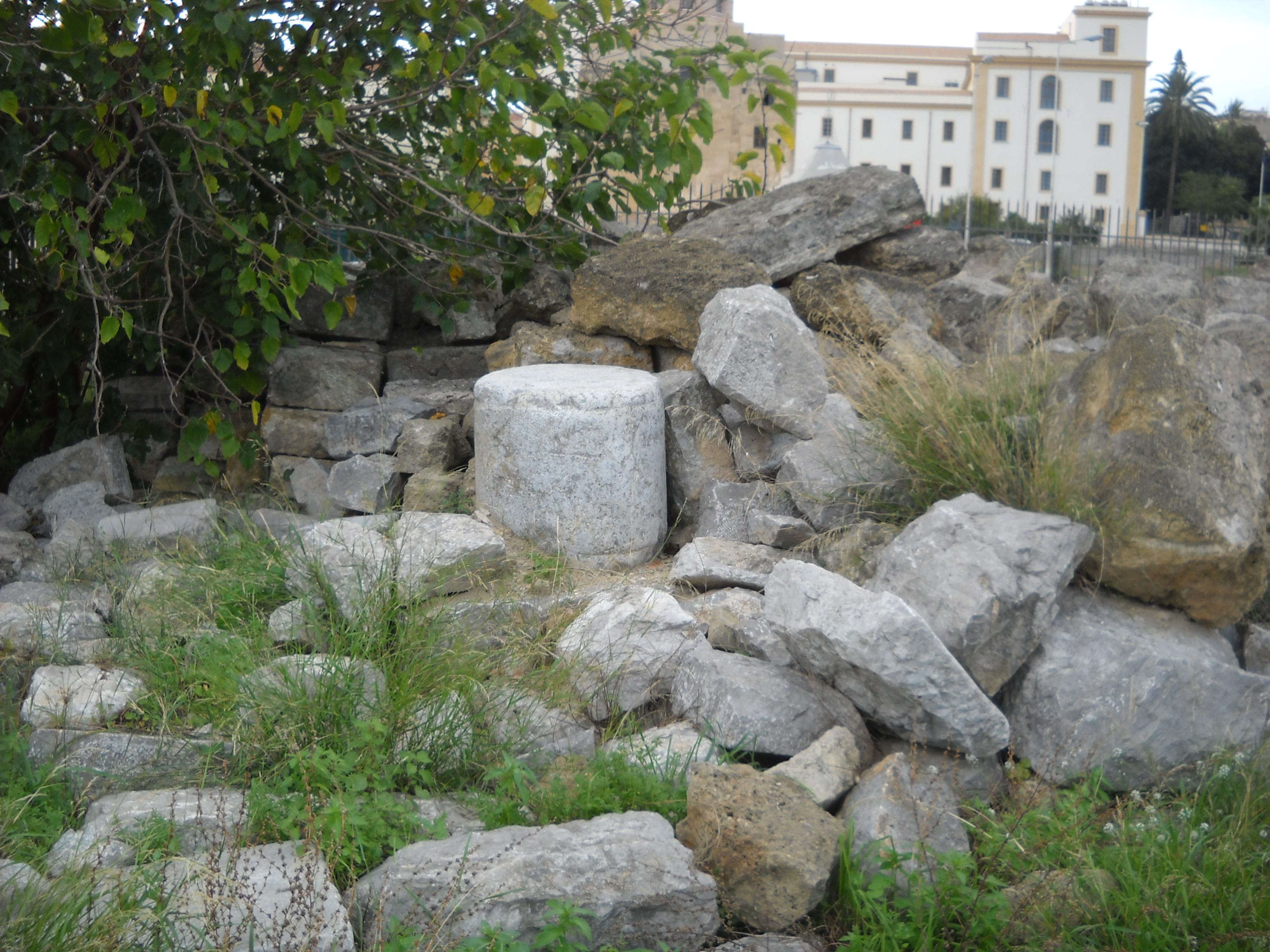
Parco archeologico del Castellammare,  rovine
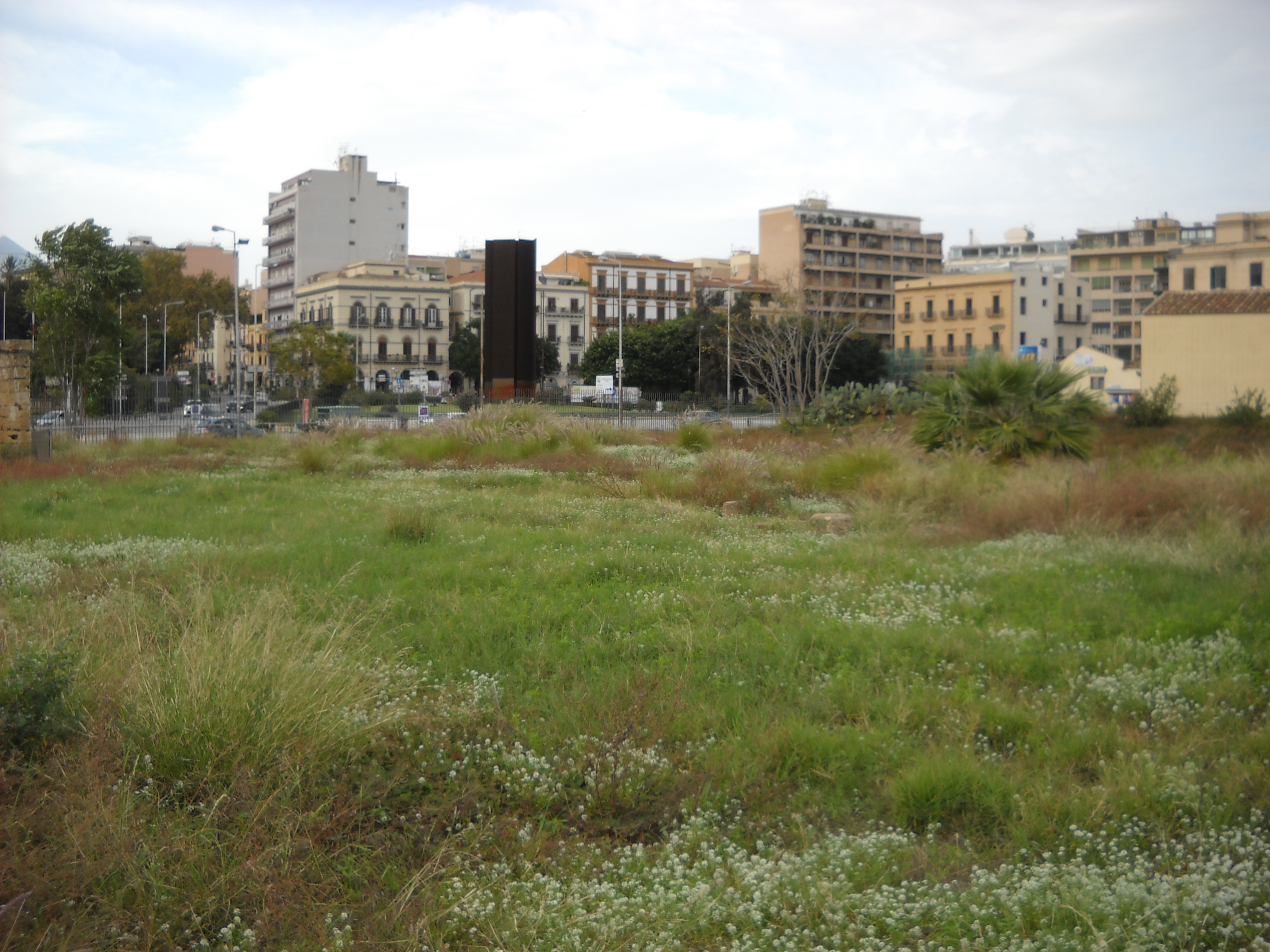
Parco archeologico del Castellammare, sullo sfondo il monumento alle vittime della mafia.